# Монтур (Ајова)
Монтур (енгл. Montour) град је у америчкој савезној држави Ајова. По попису становништва из 2010. у њему је живело 249 становника.

## Демографија
Према попису становништва из 2010. у граду је живело 249 становника, што је -36 (-12.6%) становника више него 2000. године.
| Група             | 2000.       | 2010.       |
| Белци             | 274 (96,1%) | 230 (92,4%) |
| Афроамериканци    | 0 (0,0%)    | 0 (0,0%)    |
| Азијати           | 0 (0,0%)    | 0 (0,0%)    |
| Хиспаноамериканци | 1 (0,4%)    | 8 (3,2%)    |
| Укупно            | 285         | 249         |